# Kaleje (Mazovie)
Pour les articles homonymes, voir Kaleje.
Kaleje (prononciation : [kaˈlɛjɛ]) est un village polonais de la gmina de Lubowidz dans le powiat de Żuromin de la voïvodie de Mazovie dans le centre-est de la Pologne.
Il se situe à environ 14 kilomètres au sud-ouest de Lubowidz (siège de la gmina), à 16 kilomètres au sud-ouest de Żuromin (siège du powiat) et à 131 kilomètres au nord-ouest de Varsovie (capitale de la Pologne).
Le village compte une population de 60 habitants en 2006.

## Histoire
De 1975 à 1998, le village appartenait administrativement à la voïvodie de Ciechanów.